# Aproximante uvular sonora
La aproximante uvular sonora es un tipo de sonido consonántico el cual se encuentra en algunos idiomas hablados, su símbolo en el alfabeto fonético internacional es /ʁ̞/.
el Alfabeto fonético internacional permite que el símbolo ʁ se use para representar fonemas aproximados y fricativos, los fonemas se pueden aclarar usando un diacrítico que apunta hacia abajo para representar la aproximante [ʁ̞] y apuntando hacia arriba para representar la fricativa [ʁ̝] .

## Características
- Su articulación es aproximante, lo que significa que se produce por la contracción moderada del tracto vocal en el lugar de la articulación, sin llegar a producir una corriente de aire turbulento.
- Su fonación es con voz, lo que significa que las cuerdas vocales vibran durante la articulación.
- Es una consonante oral, lo que significa que se permite que el aire escape solamente a través de la boca.
- Es una consonante central, lo que significa que es producida al dirigir el flujo de aire a lo largo del centro de la lengua, en lugar de a los lados.
- El mecanismo de flujo de aire es pulmonar, lo que significa que es articulada empujando el aire únicamente con los pulmones y el diafragma, como en la mayoría de los sonidos.

## Ocurre en
| idioma  | idioma         | Palabra | AFI     | Significado | Notas                                                                   |
| ------- | -------------- | ------- | ------- | ----------- | ----------------------------------------------------------------------- |
| Danés   | Danés          | rød     | [ʁ̞ɶð]   | 'rojo'      | También puede ser una ʕ.                                                |
| Francés | Francés        | rester  | [ʁ̞ɛste] | 'quedarse'  | También puede ser una Fricativa uvular sonora [ʁ̝], [ʀ], [χ], [r] e [ɾ]. |
| Hebreo  | Hebreo Moderno | רע      | [ʁ̞a]    | 'malo'      | También puede ser una [ʀ].                                              |